# بيتر بابالاس
بيتر كوستاس بابالاس (8 يوليو 1922-29 ديسمبر 1987) هو محامي وسياسي من ولاية فرجينيا. خدم في مجلس الشيوخ بفيرجينيا من عام 1968 حتى عام 1987.

## النشأة و الحياة الأسرية
ولد في بوسطن، ماساتشوستس وتلقى تعليمه في كلية هارفارد، وانقطع تعليمه الجامعي بسبب الحرب العالمية الثانية، حيث خدم بابالاس كملازم أول في مشاة الجيش الأمريكي قبل أن يتسلم دراسته الجامعية. حصل على درجة البكالوريوس في عام 1945. ثم التحق بكلية الحقوق بجامعة فيرجينيا وتخرج في عام 1950. تزوج من ليلي ماتشيراس وتم استدعاؤه للخدمة العسكرية خلال الحرب الكورية. كان ناشطًا في كنيسته اليونانية الأرثوذكسية، بالإضافة إلى منظمات مدنية أخرى بما في ذلك الماسونيون، وضريح (الخديوي)، وإيلكس، وسيفيتان، وفرسان بيثياس، والفيلق الأمريكي.

## الحياة المهنية
بعد قبوله في فيرجينيا بار، مارس بابالاس القانون في منطقة نورفولك وفيرجينيا بيتش.
تم انتخابه لأول مرة لعضوية مجلس الشيوخ بفيرجينيا (منصب بدوام جزئي) في عام 1967، ممثلاً لمدينة نورفولك والجزء الشمالي الغربي من مدينة فيرجينيا بيتش ، التي كانت تعرف آنذاك بالمنطقة الثانية. وقد خلف زميله الديمقراطي روبرت ف. بالدوين ، الذي مثل المقاطعة منذ عام 1962. في عام 1971 ، قام أمر محكمة فيدرالية بتوحيد ثلاث مقاطعات في مجلس الشيوخ في نورفولك وفيرجينيا بيتش في دائرة واحدة من ثلاثة أعضاء ، كما أعاد المجلس التشريعي تنظيم الدوائر بناءً على نتائج تعداد 1970. مثل كل من بابالاس وستانلي سي ووكر وتوماس آر ووكر ، وجميعهم من الديمقراطيين ، المنطقة المكونة من ثلاثة أعضاء خلال معظم السبعينيات. تمت إعادة ترقيم المنطقة إلى المنطقة السادسة من مجلس الشيوخ ، وهي الدائرة السابقة على المدى الطويل لتلك المنطقة المرقمة (ولكن في الواقع تقاعد غارلاند جراي إلى حد كبير غرب نورفولك ، لكنه كان يمثل منطقة غرب نورفولك ، ونجح ابنه إلمون تي جراي إلى ما كان منطقته ، وأعيد ترقيمها الآن منطقة مجلس الشيوخ رقم 16.
أعلن بابالاس تقاعده المعلق في 3 مارس 1987 ، بعد فترة وجيزة من جلسة تشريعية ناقشت إصلاحات الأخلاق والتي غالبًا ما يُذكر فيها اسمه. كانت لجنة الأخلاقيات في مجلس الشيوخ قد وجهت اللوم إلى بابالاس لتصويته في عام 1985 لتدابير لصالح أحد عملائه القانونيين، شركة Landbank Equity Corp، التي أفلست، لكن اللوم لم يتضمن أي عقوبات (احتفظ بابالاس برئاسته للجنة القواعد القوية)، فقط أدى إلى الإحالة إلى المدعي العام لفيرجينيا. كان بابالاس قد اتهم بارتكاب جنحتين فيما يتعلق بهذا التصويت، ولكن تم رفض إحدى التهم أثناء محاكمة 1986، وتمت تبرئته من التهمة الأخرى. توفي بابالاس بسرطان نخاع العظام في 29 ديسمبر 1987 في فيرجينيا بيتش بولاية فيرجينيا عن عمر يناهز 65 عامًا.